# Treischfeld
Treischfeld ist ein Ortsteil der Marktgemeinde Eiterfeld im osthessischen Landkreis Fulda.

## Geographie
Der Ortsteil Treischfeld ist etwa sechseinhalb Kilometer vom Hauptort Eiterfeld entfernt und liegt östlich davon im Talsystem der oberen Taft in der Rhön. Die hessische Landesgrenze nach Thüringen ist zwei Kilometer entfernt.

## Geschichte
Die erste bekannte schriftliche Nennung des Ortes Treischfeld unter dem Namen Treisfeld stammt aus dem Jahr 815, wo sich in einer Urkunde der Bischof Wolfger von Würzburg und das Kloster Fulda über Zehntansprüche einigen.
Im Zuge der Gebietsreform in Hessen fusionierten zum 1. Februar 1971 die Gemeinden Arzell, Betzenrod, Großentaft, Körnbach, Soisdorf und Treischfeld mit Eiterfeld freiwillig zur neuen Großgemeinde Eiterfeld. Für die bis dahin selbständigen Gemeinden von Eiterfeld wurde je ein Ortsbezirk mit Ortsbeirat und Ortsvorsteher nach der Hessischen Gemeindeordnung gebildet.

## Bevölkerung
Einwohnerstruktur 2011
Nach den Erhebungen des Zensus 2011 lebten am Stichtag dem 9. Mai 2011 in Treischfeld 144 Einwohner. Darunter waren 3 (2,1 %) Ausländer.
Nach dem Lebensalter waren 18 Einwohner unter 18 Jahren, 57 zwischen 18 und 49, 42 zwischen 50 und 64 und 27 Einwohner waren älter. Die Einwohner lebten in 60 Haushalten. Davon waren 12 Singlehaushalte, 12 Paare ohne Kinder und 24 Paare mit Kindern, sowie 6 Alleinerziehende und 3 Wohngemeinschaften. In 15 Haushalten lebten ausschließlich Senioren und in 33 Haushaltungen lebten keine Senioren.
Einwohnerentwicklung
- 1812: 19 Feuerstellen, 103 Seelen[1]

| Treischfeld: Einwohnerzahlen von 1812 bis 2015 | Treischfeld: Einwohnerzahlen von 1812 bis 2015 | Treischfeld: Einwohnerzahlen von 1812 bis 2015 | Treischfeld: Einwohnerzahlen von 1812 bis 2015 | Treischfeld: Einwohnerzahlen von 1812 bis 2015 |
| --- | ---------------------------------------------- | ---------------------------------------------- | ---------------------------------------------- | ---------------------------------------------- |
| Jahr |                                                |                                                |                                                | Einwohner                                      |
| 1812 | 1812                                           |                                                | 103                                            | 103                                            |
| 1834 | 1834                                           |                                                | 165                                            | 165                                            |
| 1840 | 1840                                           |                                                | 162                                            | 162                                            |
| 1846 | 1846                                           |                                                | 149                                            | 149                                            |
| 1852 | 1852                                           |                                                | 142                                            | 142                                            |
| 1858 | 1858                                           |                                                | 140                                            | 140                                            |
| 1864 | 1864                                           |                                                | 149                                            | 149                                            |
| 1871 | 1871                                           |                                                | 141                                            | 141                                            |
| 1875 | 1875                                           |                                                | 145                                            | 145                                            |
| 1885 | 1885                                           |                                                | 154                                            | 154                                            |
| 1895 | 1895                                           |                                                | 146                                            | 146                                            |
| 1905 | 1905                                           |                                                | 159                                            | 159                                            |
| 1910 | 1910                                           |                                                | 149                                            | 149                                            |
| 1925 | 1925                                           |                                                | 178                                            | 178                                            |
| 1939 | 1939                                           |                                                | 155                                            | 155                                            |
| 1946 | 1946                                           |                                                | 219                                            | 219                                            |
| 1950 | 1950                                           |                                                | 264                                            | 264                                            |
| 1956 | 1956                                           |                                                | 244                                            | 244                                            |
| 1961 | 1961                                           |                                                | 197                                            | 197                                            |
| 1967 | 1967                                           |                                                | 168                                            | 168                                            |
| 1970 | 1970                                           |                                                | 172                                            | 172                                            |
| 1980 | 1980                                           |                                                | ?                                              | ?                                              |
| 1990 | 1990                                           |                                                | ?                                              | ?                                              |
| 2000 | 2000                                           |                                                | 173                                            | 173                                            |
| 2005 | 2005                                           |                                                | 173                                            | 173                                            |
| 2010 | 2010                                           |                                                | 144                                            | 144                                            |
| 2011 | 2011                                           |                                                | 144                                            | 144                                            |
| 2015 | 2015                                           |                                                | 146                                            | 146                                            |
| Datenquelle: Historisches Gemeindeverzeichnis für Hessen: Die Bevölkerung der Gemeinden 1834 bis 1967. Wiesbaden: Hessisches Statistisches Landesamt, 1968. Weitere Quellen: LAGIS; Gemeinde Eiterfeld; Zensus 2011 |                                                |                                                |                                                |                                                |

Historische Religionszugehörigkeit
| • 1885: | 6 evangelische (= 3,90 %), 146 katholische (= 96,10 %) Einwohner   |
| • 1961: | 27 evangelische (= 13,71 %), 164 katholische (= 83,25 %) Einwohner |

## Kriegerdenkmal

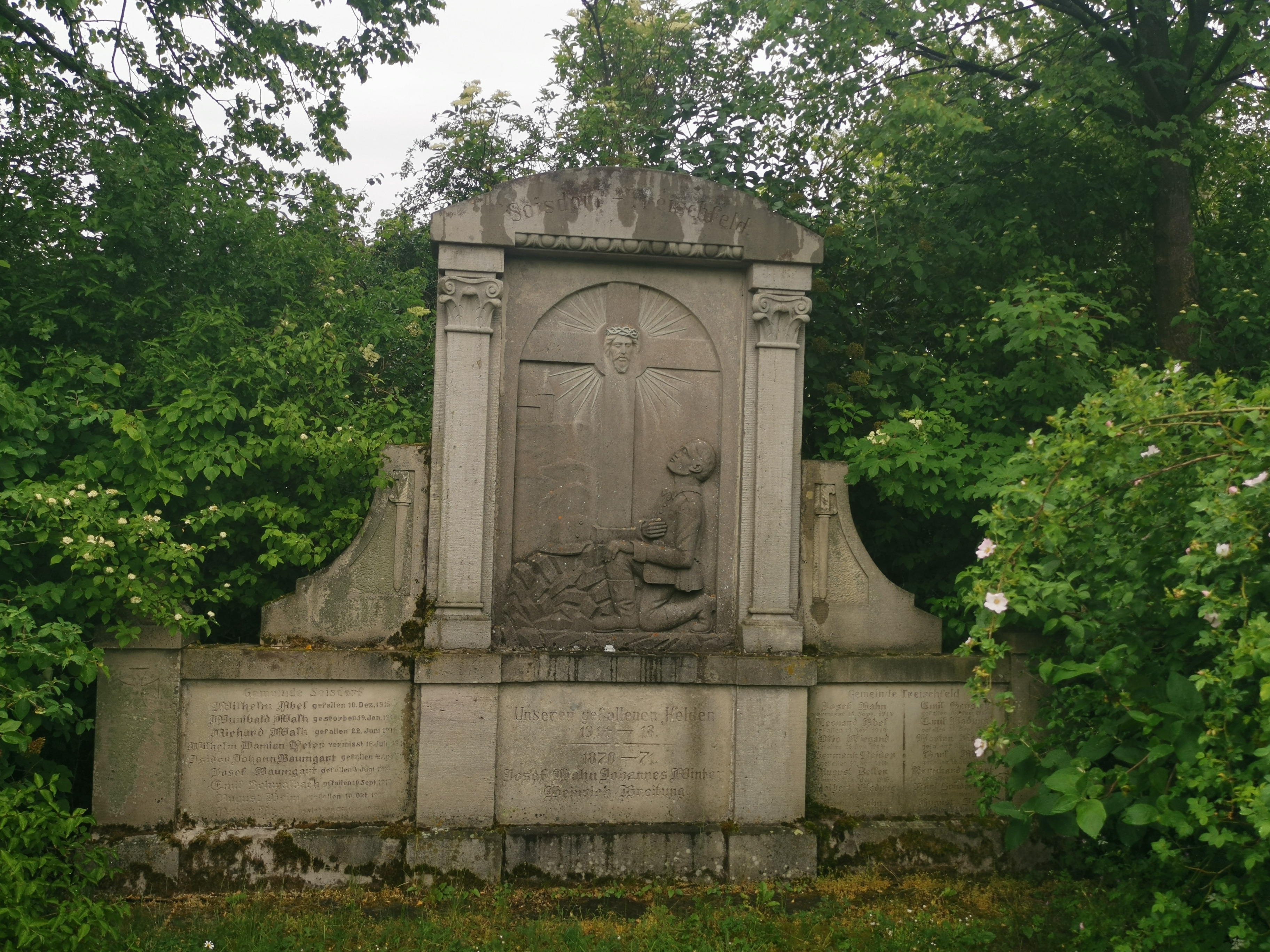
Kriegerdenkmal

Das Kriegerdenkmal wurde um 1920 im Auftrag der damaligen Gemeinden Soisdorf und Treischfeld geschaffen. 

## Verkehr
Durch Treischfeld führt die Landesstraße 3173 als Teil der Straßenverbindung von Hünfeld nach Philippsthal (Werra). Treischfeld liegt an der ehemaligen Bahnstrecke Hünfeld–Wenigentaft-Mansbach, dem heutigen Kegelspiel-Radweg.

## Persönlichkeiten
- Gustav Sondergeld (1874–1937), deutscher Lehrer und Politiker (Zentrum), geb. in Treischfeld